# 河岡義裕
河岡義裕（日语：／ Kawaoka Yoshihiro，1955年11月14日—），日本病毒學家，美國國家科學院外籍院士，專長流行性感冒病毒與伊波拉病毒研究。現任威斯康辛大學麥迪遜分校與東京大學教授。紫綬褒章表彰。
河岡教授是德國醫學最高獎羅伯·柯霍獎得主，因人工培養H5N1變種病毒受到許多非議。

## 生平
1955年11月14日，河岡義裕誕生於日本，北海道大學（北大）獸醫學部畢業（1978年）。獸醫學博士（北海道大學）。1980年取得農林水產省D.V.M.（獸醫）資格，擔任鳥取大學農學部助手。
1991年赴美擔任圣犹达儿童研究医院助理教授，1997年擔任威斯康辛大學麥迪遜分校教授，1999年兼任日本東京大學（東大）醫科學研究所教授。
2004年兼任北大創生科學研究機構客員教授，翌年兼任東大醫科學研究所感染症國際研究中心長、理化學研究所客座主幹研究員。
2007、2009年陸續擔任神戶大學、京都大學客座教授。

### 研究主題
- 微生物的發病機制。
- 流行性感冒病毒 - 導致流感大流行的病毒傳播的分子機制，流感在家禽和哺乳動物的分子發病機制。
- 伊波拉病毒 - 病毒蛋白在發病機制和病毒複製的作用。

### H5N1變種病毒
河岡義裕在威斯康辛大學麥迪遜分校成功還原1918年流感大流行的病毒株，並使2009年H1N1流感大流行的流感病毒發生進化，培育出甲型流感病毒H5N1亚型變種病毒。英國《每日郵報》批評此種病毒「可致4億人口死亡」。河岡堅稱培育病毒是「有價值的科學研究」，有助於研製疫苗。

## 榮譽
- 1991年 日本獸醫學會獎
- 2002年 野口英世紀念醫學獎（The Hideo Noguchi Memorial Award for Medicine）
- 2006年 羅伯·柯霍獎[5]
- 2006年 - 文部科學大臣表彰科學技術獎
- 2007年 - 武田醫學獎（日语：武田医学賞）[6]
- 2010年 - 日本農学獎・讀賣農學獎
- 2011年 - 内藤紀念科學振興獎
- 2011年 - 高峰紀念第一三共獎
- 2011年 - 紫綬褒章
- 2013年 -美國國家科學院外籍院士
- 2015年 – Carlos J. Finlay Prize for Microbiology
- 2016年 – 日本學士院獎
- 2018年 – Sir Michael Stoker Prize
- 2022年 - 慶應醫學獎

## 主要論文
- Hatta M, Gao P, Halfmann P, Kawaoka Y. Molecular basis for high virulence of Hong Kong H5N1 influenza A viruses, Science 298:1840–1842, 2001.
- Schultz-Cherry S, Dybdahl-Sissoko N, Neumann G, Kawaoka Y, Hinshaw VS. Influenza Virus NS1 Protein Induces Apoptosis in Cultured Cells. J Virol 75: 7875–7881, 2001.
- Kobasa D, Wells K, KawaokaY. Amino Acids Responsible for the Absolute Sialidase Activity of the Influenza A Virus Neuraminidase: Relationship to Growth in Duck Intestine. J Virol 75: 11773–11780, 2001.
- Goto H, Wells K, Takada A, Kawaoka Y. Plasminogen-binding activity of neuraminidase determines the pathogenicity of influenza A virus, J Virol 75:9297–9301, 2001.
- Watanabe T, Watanabe S, Ito H, Kida H, Kawaoka Y. Influenza A virus can undergo multiple cycles of replication without m2 ion channel activity. J Virol 75:5656–5662, 2001.
- Jasenosky LD, Neumann G, Lukashevich I, Kawaoka Y. Ebola virus vp40-induced particle formation and association with the lipid bilayer. J Virol 75:5205–5214, 2001.

## 流行文化
河岡義裕曾參與2005年11月《情熱大陸》節目的錄製。
知名小說家丹·布朗曾在小說作品《地獄》中提及河岡義裕的研究工作。

## 外部連結
- Yoshihiro Kawaoka | University of Wisconsin School of Veterinary Medicine （页面存档备份，存于）